# Ghassan Salhab
Ghassan Salhab (* 4. května 1958, Dakar, Senegal) je senegalský filmový režisér a scenárista.

## Život
Vyrůstal v rodném Senegalu, v roce 1970 se s rodiči přestěhoval do Libanonu a o pět let později se usadil v Paříži, kde začal studovat. Svou kariéru zahájil v osmdesátých letech, kdy natočil řadu krátkometrážních filmů. Později natočil pět celovečerních filmů jako režisér a na dalších spolupracoval s dalšími režiséry. V roce 2006 byl za svůj film Le dernier homme nominován na Zlatého Leoparda. Rovněž se věnuje pedagogické činnosti.

## Filmografie
- La clef (1986)
- Aprés la mort (1991)
- L'autre (1991)
- Afrique fantôme (1994)
- Beyrouth Fantôme (1998)
- de la séduction (1999)
- La rose de personne (2000)
- Baalbeck (2000)
- Terra Incognita (2002)
- Mon corps vivant, mon corps mort (2003)
- Narcisse perdu (2004)
- Brêve rencontre avec Jean-Luc Godard, ou le cinéma comme métaphore (2005)
- Le dernier homme (2006)
- Temps mort (2006)
- Posthume (2007)
- 1958 (2009)
- The Mountain (2010)